# Cumae (stolica tytularna)
Cumae (łac. Dioecesis Cumanus) – stolica historycznej diecezji w Italii erygowanej w V wieku, a włączonej w roku 1207 w skład diecezji Pozzuoli.
Starożytne miasto Cumae znajduje się w pobliżu współczesnego Pozzuoli w prowincji Neapol we Włoszech. Obecnie katolickie biskupstwo tytularne ustanowione w 1970 przez papieża Pawła VI.

## Biskupi tytularni
| Lp. | Biskup                     | Funkcja                                      | Od                | Do              |
| --- | -------------------------- | -------------------------------------------- | ----------------- | --------------- |
| 1   | Louis de Courrèges d’Ustou | emerytowany biskup Montauban (Francja)       | 2 września 1970   | 10 grudnia 1970 |
| 2   | Edoardo Pecoraio           | nuncjusz apostolski urzędnik Kurii Rzymskiej | 28 grudnia 1971   | 9 sierpnia 1986 |
| 3   | Julio María Elías Montoya  | wikariusz apostolski El Beni (Boliwia)       | 17 listopada 1986 |                 |